# Principio epistémico
El principio epistémico es un principio de racionalidad aplicable a conceptos tales como conocimiento, justificación y opinión fundada. Los principios epistémicos incluyen los principios de la lógica epistémica y aquellos que conectan los distintos principios epistémicos entre sí o con otros principios no epistémicos (por ejemplo, de tipo semántico). 
Los conceptos epistémicos incluyen el concepto de conocimiento, opinión fundada, justificación, probabilidad (epistémica) y otros conceptos que son usados con el fin de dar razón de opiniones y enunciados de conocimiento. 
Los principios epistémicos pueden ser formulados como principios relativos a  sistemas de opinión o a  sistemas de información, es decir, sistemas que caracterizan los posibles estados doxásticos de una persona en un momento dado. 
Un sistema de creencias u opiniones puede ser visto como un conjunto de proposiciones  (aceptadas) o como un sistema de grados de creencia. 
Es posible distinguir dos tipos de principios epistémicos:
- a) principios relativos a la racionalidad de un único sistema de creencias y
- b) principios relativos a los cambios racionales de opinión.

Los primeros incluyen los requisitos de coherencia y consistencia para creencias (y para probabilidades); estos principios pueden ser considerados como la descripción  estática del sistema de creencias. Los segundos incluyen diversos principios acerca de la revisión y ajuste de las creencias, es decir, principios referidos a la  dinámica del sistema de creencias.